# Lithacodia ochrea
Lithacodia ochrea là một loài bướm đêm trong họ Noctuidae.